# Сербія та Чорногорія на пісенному конкурсі Євробачення
Сербія та Чорногорія дебютувала на Пісенному конкурсі «Євробачення» у 2004 році. Першим, хто представляв країну на конкурсі, став Желько Йоксимович, який посів 2-е місце з піснею «Lane moje». У 2005 році гурт No Name з піснею «Zauvijek moja» зайняв 7-е місце та отримав 137 балів. Країна відмовилася від участі у 2006 році після скандального завершення національного відбору. З 2007 року Сербія та Чорногорія виступають окремо.

## Історія участі
З 1961 по 1992 роки Соціалістична Республіка Сербія та Соціалістична Республіка Чорногорія брали участь у Пісенному конкурсі «Євробачення» як частина Югославії. До 2001 року Союзній Республіці Югославії було заборонено брати участь у конкурсі через санкції ООН під час югославських війн.
Після приєднання Асоціації громадського радіо і телебачення до Європейської Мовної Спілки у 2001 році після зняття санкцій, Сербія та Чорногорія отримала право взяти участь у Пісенному конкурсі Євробачення 2004.
У 2002 році країна надіслала заявку на участь у конкурсі 2003 року, однак ЄМС не дозволила цього через велику кількість країн, які брали участь.

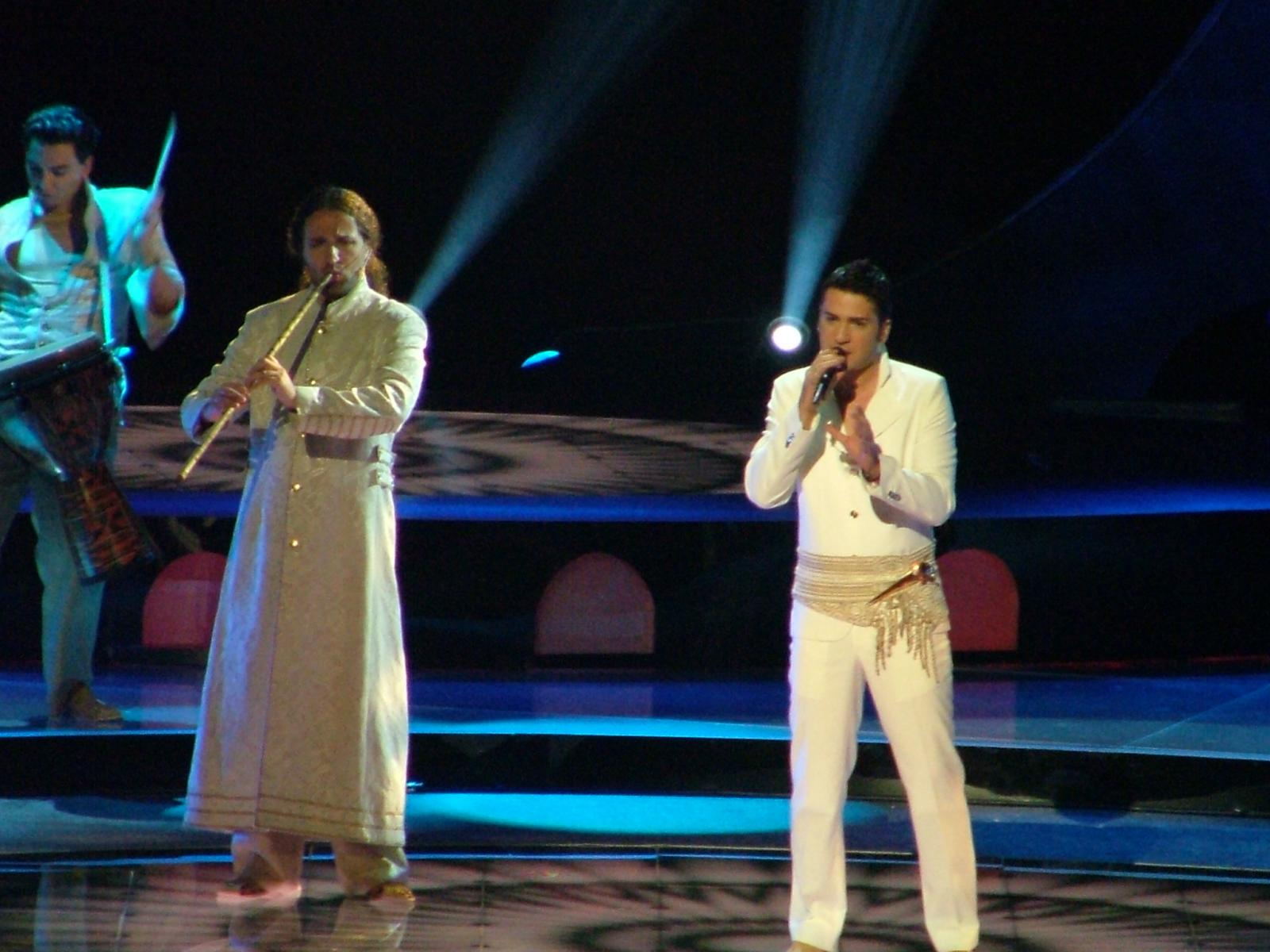
Желько Йоксимович у Стамбулі (2004)

Дебют Сербії та Чорногорії відбувся у 2004 році, коли Желько Йоксимович з піснею «Lane moje» посів 1-е місце у півфіналі та 2-е місце у фіналі, отримавши 263 бали. Пісня стала популярною серед багатьох шанувальників Євробачення, і її часто оцінюють як одну з найкращих пісень, які не перемогли.
У 2005 році гурт No Name зайняв 7-е місце з піснею «Zauvijek moja» та отримав 137 балів у фіналі. У 2006 році No Name знову перемогли у національному відборі «Evropesma» та мали представляти країну на конкурсі в Афінах з піснею «Moja ljubavi», однак, оскільки їхня перемога була оскаржена через звинувачення чорногорського журі в тактичному голосуванні, UJRT не дійшла згоди щодо відправлення гурту на конкурс. 20 березня 2006 року Сербія та Чорногорія офіційно відмовилася від участі в Пісенному конкурсі Євробачення 2006. Проте у фіналі конкурсу країна брала участь у голосуванні. Півфінал Євробачення не транслювався в Чорногорії, тому голоси від Сербії та Чорногорії були лише від Сербії.
Після референдуму про розпад Державного Союзу Сербії та Чорногорії, незалежні Сербія та Чорногорія дебютували на Пісенному конкурсі Євробачення 2007. Представниця Сербії Марія Шерифович здобула перемогу з піснею «Molitva», тим самим країна отримала право на проведення конкурсу 2008 року в Белграді.

## Учасники Євробачення від Сербії та Чорногорії
Умовні позначення
     Переможець
     Друге місце
     Третє місце
     Четверте місце
     П'яте місце
     Останнє місце
     Автоматичний фіналіст
     Не пройшла до фіналу
     Участь скасовано
     Не брала участі
| Рік  | Місце проведення | Виконавець        | Пісня                           | Мова         | Переклад     | Фінал            | Фінал            | Півфінал               | Півфінал               |
| Рік  | Місце проведення | Виконавець        | Пісня                           | Мова         | Переклад     | Місце            | Бали             | Місце                  | Бали                   |
| ---- | ---------------- | ----------------- | ------------------------------- | ------------ | ------------ | ---------------- | ---------------- | ---------------------- | ---------------------- |
| 2004 | Стамбул          | Желько Йоксимович | «Lane moje» (Лане моје)         | сербська     | Моя кохана   | 2-е              | 263              | 1-е                    | 263                    |
| 2005 | Київ             | No Name           | «Zauvijek moja» (Заувијек моја) | чорногорська | Назавжди моя | 7-е              | 137              | Топ-12 у минулому році | Топ-12 у минулому році |
| 2006 | Афіни            | No Name           | «Moja ljubavi» (Моја љубави)    | чорногорська | Моя любов    | Участь скасовано | Участь скасовано | Топ-10 у минулому році | Топ-10 у минулому році |

## Нагороди

### Премія Марселя Безансона
| Рік  | Категорія         | Виконавець        | Пісня                           | Автори Музика (м) / Слова (с)                   | Місце | Бали | Місце проведення | Прим. |
| ---- | ----------------- | ----------------- | ------------------------------- | ----------------------------------------------- | ----- | ---- | ---------------- | ----- |
| 2004 | Приз преси        | Желько Йоксимович | «Lane moje» (Лане моје)         | Желько Йоксимович (м), Леонтина Вукоманович (с) | 2-е   | 263  | Стамбул          | [ 5 ] |
| 2005 | Приз композиторів | No Name           | «Zauvijek moja» (Заувијек моја) | Славен Кнезович (м), Мілан Перич (с)            | 7-е   | 137  | Київ             | [ 5 ] |

## Коментатори та речники
| Рік  | Коментатор(и) | Коментатор(и)                               | Речник(-ця)      |
| Рік  | Канал         | Коментатор                                  | Речник(-ця)      |
| ---- | ------------- | ------------------------------------------- | ---------------- |
| 2003 | Невідомо      | Невідомо                                    | Не брали участь  |
| 2004 | RTS 1         | Душка Вучинич-Лучич Станко Црнобрня (Фінал) | Наташа Мількович |
| 2005 | RTS 1         | Невідомо                                    | Ніна Радулович   |
| 2005 | TVCG 1        | Невідомо                                    | Ніна Радулович   |
| 2006 | RTS 1         | Душка Вучинич-Лучич                         | Йована Янкович   |

## Статистика голосувань (2004–2006)
| № | Дано                 | Дано | Отримано             | Отримано |
| № | Країни               | Бали | Країни               | Бали     |
| - | -------------------- | ---- | -------------------- | -------- |
| 1 | Північна Македонія   | 27   | Австрія              | 24       |
| 2 | Греція               | 25   | Хорватія             | 24       |
| 3 | Хорватія             | 25   | Швейцарія            | 24       |
| 4 | Боснія і Герцеговина | 22   | Боснія і Герцеговина | 22       |
| 5 | Албанія              | 16   | Словенія             | 22       |

## Нотатки
1. 1 2  Згідно з тодішніми правилами Євробачення, фінал складався зі співаків 24 країн. «Велика четвірка» та 10 країн, які посіли з 10 по 1 місце у фіналі минулого конкурсу, автоматично потрапляли до фіналу. Інші 10 країн потрапляють до фіналу з півфіналу. Якщо країна «Великої Четвірки» зайняла з 10 по 1 місце на минулорічному конкурсі, то з півфіналу до фіналу потрапляє 11 країн, і так далі (це залежить від кількості країн «Великої четвірки», які посіли з 10 по 1 місце у фіналі).